# Truxalis eximia
Truxalis eximia är en insektsart som beskrevs av Karl Eichwald 1830. Truxalis eximia ingår i släktet Truxalis och familjen gräshoppor.

## Underarter
Arten delas in i följande underarter:
- T. e. eximia
- T. e. cypria